# Villamayor del Condado
Villamayor del Condado es una localidad española, perteneciente al municipio de Vegas del Condado, en la provincia de León y la comarca de La Sobarriba, en la Comunidad Autónoma de Castilla y León.
Situado sobre el Arroyo Valcárcel, afluente del río Porma.
Los terrenos de Villamayor del Condado limitan con los de Santa María del Monte del Condado al norte, Castro del Condado y Vegas del Condado al noreste, Villanueva del Condado al este, Represa del Condado al sureste, Villafeliz de la Sobarriba al suroeste y Santovenia del Monte al oeste..
Perteneció a la antigua Hermandad de La Sobarriba.

## Toponimia
Mayor, del latín Maor, "mayor", en referencia al hijo primogénito.
Condado, del latín Cominatus, "cortejo, acompañamiento", "dignidad honorífica de conde" o "territorio o lugar a que se refiere el título nobiliario de conde y sobre el cual ejercía éste antiguamente señorío" (en referencia a los Nuñez de Guzmán); o del céltico Condate, "confluencia" (en referencia a los ríos Porma y Curueño).
Villa Maor discurrente rivulo Porma (año 1091).